# Битва при Курекдере
Битва при Курекдере відбулася 6 серпня 1854 року між російською армією чисельністю 25 000 солдат та турецькою в 35 000 чоловік. Битва закінчилася перемогою російської армії.